# Olga Bogoslovskaja
Olga Jurjevna Bogoslovskaja (ryska: Ольга Юрьевна Богословская), född 20 maj 1964, är en rysk före detta friidrottare som tävlade i kortdistanslöpning.
Bogoslovskajas främsta merit har kommit som en del av ryska stafettlag på 4 x 100 meter. Tillsammans med Galina Maltjugina, Marina Trandenkova och Irina Privalova blev hon silvermedaljör vid Olympiska sommarspelen 1992.
Vid VM 1993 blev hon tillsammans med Maltjugina, Natalia Pomosjtjnikova-Voronova och Privalova världsmästare.
Individuellt var hon i semifinal på 100 meter vid OS 1992.

## Personliga rekord
- 60 meter - 7,06 från 1994
- 100 meter - 11,28 från 1994